# Молодило русское
Молодило русское (лат. Sempervivum ruthenicum) — многолетнее травянистое растение; вид рода Молодило (Sempervivum) семейства Толстянковые (Crassulaceae).

## Ботаническое описание

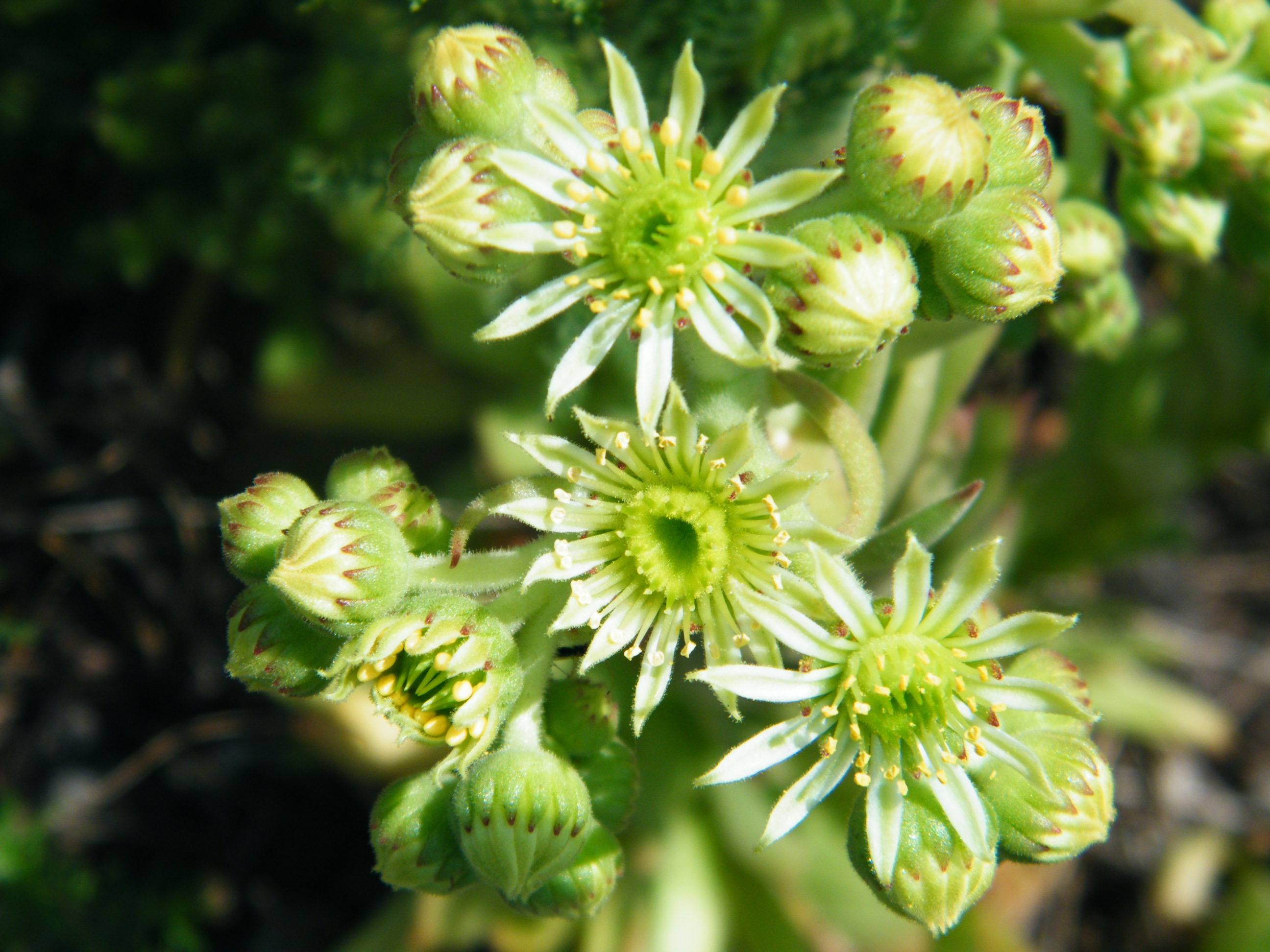
Цветок крупным планом

Многолетник. Растение 20—35 см высотой; стебли бороздчатые, рассеянно коротко-железисто-пушистые.
Розетки листьев 4—6 (7) см шириной. Листья розетки продолговато обратнояйцевидно-клиновидные, расширенные в верхней трети, коротко заострённые, с обеих сторон густо жёстко-волосистые, по краю длинно жёстко-ресничатые. Стеблевые листья расставленные, очерёдные, продолговато-ланцетные, заострённые, также с двух сторон пушистые и реснитчатые по краю.
Соцветие рыхлое, щитковидное, около 8—10 см шириной, 4—10 см высотой, с длинными, пушистыми, многоцветковыми ветвями-завитками. Цветок на цветоножке 1—5 мм длиной. Прицветники линейные, заострённые, тонко-пушистые. Чашечка зелёная, сросшаяся при основании, около 3—4 мм длиной, снаружи пушистая, с 10—14 продолговато-яйцевидными, острыми долями, в три — четыре раза короче венчика. Лепестков 10—14, они жёлтые, звёздчато-расположенные, свободные, линейные, заострённые, снаружи длинно железисто-пушистые. Тычинок 20—24, они с расширенными пушистыми нитями, с жёлтыми пыльниками, короче лепестков. Цветёт в июле — августе.
Плоды расходящиеся, продолговато-яйцевидные, с длинным, прямым носиком, многосемянные, железисто-пушистые. Подпестичные чешуйки выпуклые, желёзковидные. Семена продолговато-яйцевидные, бурые, несколько больше 0,5 мм длиной. Плодоносит с августа.

## Распространение и местообитание
Балканы, Румыния. В России в нижнем течении Волги, Дона. В Украине в нижнем течении Днепра.
Растёт в сосновых лесах, на песках, скалах, каменистых местах.

## Охранный статус

### В России
В России вид входит в многие Красные книги субъектов Российской Федерации: Тверской, Белгородской, Брянской, Волгоградской, Калужской, Курской, Липецкой, Пензенской, Ростовской и Саратовской областей.
Растёт на территории нескольких особо охраняемых природных территорий России.

### На Украине
Решением Луганского областного совета № 32/21 от 03.12.2009 г. входит в «Список регионально редких растений Луганской области».
Также входит в Красные книги или охраняется в соответствии с решениями областных советов на территориях Донецкой, Тернопольской и Харьковской областей.

### Иные страны Европы
Входит в Красные книги Белоруссии и Молдовы.